# Kurihatti, Chiknayakanhalli
Kurihatti là một làng thuộc tehsil Chiknayakanhalli, huyện Tumkur, bang Karnataka, Ấn Độ.